# Anke Joisten-Pruschke
Anke Joisten-Pruschke, geborene Anke Joisten (* 19. September 1960 in Rüsselsheim am Main) ist eine deutsche Iranistin und evangelische Theologin.

## Leben
Ab 1983 studierte Anke Joisten an der Universität Mainz als erstes Hauptfach Iranistik, als zweites Hauptfach evangelische Theologie und als Nebenfach Ägyptologie. 1985 heiratete sie den Physiker Thomas Pruschke. mit dem sie zwei Kinder hat. Sie nahm für zwei Monate an der zweiten Ausgrabungskampagne in Kinneret am See Genezareth teil. Im Sommer 1987 betrieb sie religionswissenschaftliche Studien in Kyoto und legte im November 1987 das erste theologische Examen ab.
Anschließend begann sie als Doktorandin bei Volkmar Fritz (Universität Gießen) eine religionshistorische Arbeit über die aramäischen Elephantine-Papyri. Im Januar und Februar 1990 beteiligte sie sich als Dokumentarin an der von Volkmar Fritz geleiteten deutschen Expeditionsgruppe zur Erforschung der eisenzeitlichen Bergbausiedlungen in Ain Fenan in der Aravasenke in Jordanien. Anschließend studierte sie bis Ende 1991 in Japan  das multikulturelle und multireligiöse Leben, besonders die Geschichte und Kultur der chinesischen Juden.
1992 unterbrach Joisten-Pruschke ihre Doktorarbeit und wurde Vikarin in der evangelischen Hauptkirchengemeinde in Wiesbaden-Biebrich. Im April 1994 legte sie ihr Zweites Theologisches Examen ab. Anschließend war sie bis Juli 1995 Spezialpraktikantin am Arbeitskreis Kirche und Israel in Heppenheim. Von August bis Oktober 1994 arbeitete sie wieder als archäologische Volontärin in Kinneret. Im Juli 1995 wurde sie Pfarrvikarin (mit halber Stelle) und war dazu von Januar 1996 bis November 1997 Wissenschaftliche Mitarbeiterin und Dokumentarin an der Synagoge Erfelden, dem Dokumentationszentrum für die Geschichte des Landjudentums in Hessen der Hessischen Landeszentrale für politische Bildung. Hieraus entstanden die beiden Publikationen zur Geschichte der Juden in Biebesheim am Rhein sowie von Augsburg.
2001 wurde Joisten-Pruschke Pfarrerin im Schuldienst. Daneben untersuchte sie die Geschichte der Juden in Augsburg während der Emanzipationszeit (1750–1871). 2003 setzte sie ihre Doktorarbeit bei Hans-Jürgen Becker und Philip G. Kreyenbroek an der Universität Göttingen fort.  Im Mai 2008 wurde sie mit ihrer Dissertation zum Dr. phil. promoviert.
Darauf wurde sie Lehrbeauftragte für die Aramäische Sprache und für Iranische Archäologie des Seminars für Iranistik der Universität Göttingen. Seit 2015 ist sie Lehrbeauftragte des Fachbereichs Evangelische Theologie/Altes Testament der Universität Mainz.

## Publikationen
- Das religiöse Leben der Juden von Elephantine in der Achämenidenzeit. (Dissertation) Göttinger Orientforschungen, Band III, Reihe Iranica. Harrassowitz, Wiesbaden 2008, ISBN 3-447-05706-8.

Rezensionen:
Günter Vittmann: Enchoria. Band 31 (2008/09), S. 219–230.
Ingo Kottsieper: Das religiöse Leben der Juden von Elephantine in der Achämenidenzeit. In: Journal of Near Eastern Studies. Band 72 (2013), S. 299–306.
Stephen A. Kaufman: Review. In: The Bulletin of the American Society of Papyrologists. Band 46 (2009), S. 241–242 (JSTOR:24519631).
Holger Gzella: Boekbespreking. In: Bibliotheca Orientalis. 65, Ausgabe 5–6, 2008, S. 734–742.
Robert A. Kugler: Review. In: Review of Biblical Literature. 06/2009.
Wolfgang Zwickel: Biblische Archäologie. (Teil I) In: Theologische Rundschau 79, Heft 3 (2014), S. 288–289.
- Geschichte der Juden in Biebesheim. (= Erfelder. Heft 1). Forum Verlag, Riedstadt 1997, ISBN 3-9805630-2-2 (Online, 2008, PDF; 9,9 MB).
- Light from Aramaic Documents. In: John Curtis, St John Simpson (Hrsg.): The World of Achaemenid Persia: History, Art and Society in Iran and the Ancient Near East. I. B. Tauris, London 2010, ISBN 1-84885-346-7, S. 41–50.
- Die Geschichte der Juden von Augsburg während der Emanzipationszeit 1750–1871. In: Augsburger Beiträge zur Landesgeschichte Bayerisch-Schwabens. (= Band 12: Neue Forschungen zur Geschichte der Stadt Augsburg). Augsburg 2011, S. 279–349.
- Jewish and Christian relations with Zoroastrianism. In: Sarah Stewart (Hrsg.): The Everlasting Flame. Zoroastrianism in History and Imagination.  Tauris, New York 2013, ISBN 978-1-78076-809-0, S. 28–33.
- Feudalismus im Sasanidenreich? In: Shervin Farridnejad, Rika Gyselen, Anke Joisten-Pruschke (Hrsg.): Faszination Iran. Beiträge zur Religion, Geschichte und Kunst des Alten Iran. Gedenkschrift für Klaus Schippmann. Harrassowitz, Wiesbaden 2015, ISBN 3-447-10419-8, S. 129–138.

Mitherausgeber
- Christine Allison, Anke Joisten-Pruschke, Antje Wendtland (Hrsg.): From Daena to Din. Religion, Kultur und Sprache in der iranischen Welt: Festschrift für Philip Kreyenbroek zum 60. Geburtstag. Harrassowitz, Wiesbaden 2009, ISBN 3-447-05917-6 (Vorwort).
- Anke Joisten-Pruschke, Sabine Klein, Wolfhard Klein: Der jüdische Bezirksfriedhof von Jugenheim (1). Erste Einsichten – die Grabsteine des 20. Jahrhunderts in: Mandelzweig 1, Mainz 2021, S. 11 ff.
- Anke Joisten-Pruschke, Wolfhard Klein: Der jüdische Bezirksfriedhof von Jugenheim (2). Die Entwicklung des Friedhofs (2.1) – die Grabsteine des 19.Jahrhunderts (2.2) in: Mandelzweig 2, Mainz 2022, S. 6–15 und 17–42.